# Rhynchodontodes plusioides
Rhynchodontodes plusioides är en fjärilsart som beskrevs av Butler 1879. Rhynchodontodes plusioides ingår i släktet Rhynchodontodes och familjen nattflyn. Inga underarter finns listade.